# 髙木悠未
髙木 悠未（たかき ゆうみ、1997年5月7日 - ）は、日本の女性タレント、モデル、TikToker、インフルエンサー。福岡県篠栗町出身。Uniiique所属。元LinQの創設メンバー。

## 略歴

### LinQ時代

#### 結成期
2010年 - 女性アイドルグループ「モーニング娘。」の9期生オーディションを受け、生田衣梨奈（後のモーニング娘。リーダー）と共に九州エリアの審査で2人だけ合格するも、東京の審査で落選。
2011年 - 九州・福岡県を拠点とするアイドルグループ運営プロジェクト主催のオーディションに合格。女性アイドルグループ「LinQ」が発足し、4月から創設メンバーとして活動開始。同6月にシングルデビュー。
2012年 - アイドル活動と並行して、個人やLinQ名義でCM・広告・イメージモデルなども務めるようになる。11月、初のイメージビデオをリリース。
2013年 - 4月、LinQ名義でメジャーデビューを果たす。
2014年 - LinQの冠番組が始まり、TVで初のレギュラー。また、ラジオ番組でも初のメインパーソナリティーに就く。
2015年 - 2月、『灯籠』にて舞台初挑戦。9月、米映画『ピクセル』にて声優・吹き替えに初挑戦。10月、情報番組『土曜もアサデス。』にレギュラー出演。
2016年 - 1月、再演舞台『神様はじめました THE MUSICAL♪2016』にてミュージカル初挑戦。3月、LinQ名義にて映画デビュー。LINE LIVEチャンネルを開設。

#### IQプロジェクト期
2017年 - 6月、所属するLinQが自社の新構想「IQ(アイドル九州)プロジェクト」を設立する改革により一旦解体され、9月から再編成した新生LinQとして新たなスタートを切った。7月、エイベックス系レーベル所属アイドルから選抜された、テレビアニメ『妖怪ウォッチ』の企画ユニット「妖ベックス連合軍」に参加し、9月にCDデビュー。
2018年 - 5月、地元・福岡にて初のソロライブを開催。
2019年 - 1月、羽鳥慎一の情報番組『羽鳥×宮本 福岡好いとぉ』に出演開始。4月、九州のバラエティ番組『ドォーモ』に木曜レギュラー出演開始。故郷・篠栗町の観光大使に就任。5月、昨年に続き福岡にてソロライブを開催。
2020年 - 1月、LinQ名義で、タイの観光リージョナルアンバサダー（九州地区担当）に就任。
2021年 - 5月、2年ぶりのソロライブを開催。カムラック3代目イメージキャラクターに就任。6月、Shoichi傘下の新ファッションブランド『Petite』（プティット）のイメージモデルに起用。
2022年 - 3月、大型の市民マラソン「福岡マラソン」2022大会公式サポーターに起用され、ゲストランナーに内定。5月、恒例である年に一度のソロライブを福岡と東京にて2開催。7月、TikTokのフォロワーが100万人に到達。9月、新設した芸能事業部「Uniiique」（ユニーク）に社内移籍。11月、前述の福岡マラソンに予定通り出走し、フルマラソン初挑戦で完走を果たす。
2023年 - 3月、花畑牧場の新商品テーマソング「うっ！トロリーヌ」を担当し配信開始。5月、昨年に続くソロイベント「YOU&ME entertainment」を今年は3日間開催。8月、ファッションイベント「FUKUOKA COLORZ SHOW 2023」にてランウェイ。 
2024年 - 3月、初参加のKANSAI COLLECTION（大阪ドーム）にてランウェイ。 9月、佐賀県武雄市の観光PR大使に就任。同月末、翌2025年夏をもってのLinQ卒業を表明。
2025年 - 1月、初のデジタル写真集をリリース。6月、髙木悠未卒業ツアー「YOU〜END〜ME」を開始。7月、1st写真集（製本）『タカラモノ』をリリース。8月9日、卒業ツアーファイナルの福岡公演をもってLinQを卒業。

## 人物
愛称は「ゆうみん」。身長が140cm代で「LinQ」では最も小さい。両利き（基本は左利き）。
性格/キャラクターは、お調子者・気まぐれ・明朗・天真爛漫だと自己分析している。キャッチフレーズは「身長はミニマム、存在感はマキシマム、山椒は小粒でもピリリと辛い」。
趣味・特技は、ウクレレ。人に応える事の追求。マイナス発言をポジティブに変えれる。中学時代には短期間バスケットボール部に所属。好きな漫画・アニメは『名探偵コナン』『クレヨンしんちゃん』など。好きな数字は「5」。
資格・免許は、2023年夏に普通自動二輪免許を取得。所有するオートバイは、カワサキ・エリミネーター（2023年式 新型400cc）。
尊敬する有名人は大泉洋。音楽アーティストはNissy（西島隆弘）。アイドルでは百田夏菜子。同僚では同期・深瀬智聖、後輩・新木さくら。新木とは「高新木」名義でTwitterに登場することが多い。
総合学園ヒューマンアカデミー高等学校の卒業生であり、同校の母体『ヒューマンアカデミー株式会社』関連のCMにも登場している。
家族には兄がおり「芸能界入りを後押してくれた」と明かしている。そして後年には、自身の配信チャンネルで兄妹共演が実現した。

## LinQ関連
- 創設メンバー最後の1期生

グループの創設から活動。歴代メンバーのうち同期は33人と大所帯で、発足1年を越して残ったのは3分の2にも満たなかった。3年後は半分にまで減り、グループが10周年を越えた時点で自身が唯一の存在であった。
アイドル個人としても10数年の長いキャリアを持ち、福岡のアイドル文化の発展をリアルタイムで体感してきた存在でもある。その代表格としてメディアに登場する場合も多い。また、メジャーデビュー経歴のある女性アイドルとしては九州一、もしくは西日本一現役の長いアイドルとも紹介されている。
- LinQのフロントマン

グループのフロントマンであり、センターポジションを任される事が多い。本人は「メンバーは素人同然ゼロからのスタートで、発足からデビューまで一ヶ月しか準備期間が無い状態だった」「当初は観客がメンバーの人数より少ない時もあった。悔しかったが、がむしゃらだけじゃ駄目だと笑顔を絶やさぬように心掛けた」と、発足当時の想いを明かしている。
グループが改変した2017年秋以降、長年務めていたセンターボジションが後輩・新木さくらに移る事が多くなる。本人は悔しさを滲ませるも「これまでセンターが当たり前だと慣れに流され、伸び悩んでいたのも事実」と認め、あえて「壁にぶつかること」をテーマに再復活を誓った。そして2019年春、LinQのミュージック・カードを発売するファン投票企画にて選出され、約1年半ぶりに楽曲のセンターに返り咲いている。
- 九州発のグループとして

当初は地元のみの集客が少ない状態から、地道な関東遠征などが実を結び少しずつファンが増加していった。「東京の番組出演の機会も増えて共演が刺激になり、ローカルアイドルの私達が『中野サンプラザ』など東京会場でライブ開催できるようにもなった」と、感慨深い旨を述べている。ただし「福岡を拠点に全国へ〜がコンセプトなので、まず九州そして地方、さらにアジア圏側からも盛り上げたい」とも語っている。

## 作品

### 映像
イメージビデオ
- 「ゆうみんのグラドルやってみたのだ !」（2012年11月21日、イーネット・フロンティア）[48]

### 写真集
- 髙木悠未1st写真集『タカラモノ』（2025年7月4日、光文社、撮影：桑島智輝）

### デジタル写真集
- FLASHデジタル写真集 髙木悠未『ここから』（2025年1月28日、光文社、撮影：Takeo Dec.）
- SPA！デジタル写真集 髙木悠未『こんな近くに』（2025年2月25日、扶桑社、撮影：武田敏将）
- FRIDAYデジタル写真集 髙木悠未『なんしよーと？』（2025年4月3日、講談社、撮影：森脇裕介）

### ディスコグラフィ
シングル
- 妖ベックス連合軍「ハロ・クリダンス」（2017年9月27日、FRAME）[49]

配信
- うっ！トロリーヌ（2023年3月1日、Tightpro zone） - 花畑牧場ヒューマングレードペットフードテーマ曲

#### 楽曲提供
- LinQ「おべんとう」（2024年、IQP Records） - 作詞[50]
- LinQ「タカラモノ」（2025年、IQP Records） - 作詞、ソロ楽曲
- 博多どんたくアイドル祭2025 オフィシャルソング「キミとエンジン」（2025年、ITR entertainment） - 作詞

## 出演

### テレビ番組
- LinQの顔と名前だけでも!（2014年10月 - 2016年10月、Pigoo）[51]
- ディスカバLinQ〜マリンメッセへの道〜（2015年4月 - 12月、RKB毎日放送）
- 土曜もアサデス。（2015年10月 - 2018年3月、KBCテレビ） - コメンテーター・お天気リポーター[52]
- LinQのお助けちゃんねる（2016年11月 - Pigoo）
- LinQあい（2017年1月 - 12月、TVQ九州放送）
- IQとLinQする。（2017年9月 - 2019年4月、Pigoo）
- 羽鳥×宮本 福岡好いとぉ（2019年1月 - 12月、KBCテレビ）
  - 羽鳥×宮本 福岡好いとぉ リターンズ!（2023年6月21日・12月13日、2024年6月26日・12月11日）
- ドォーモ：木曜「迷えるテレビ」（2019年4月 - 2021年3月、KBCテレビ）
- 新・IQとLinQする。（2019年8月 - 2023年3月、Pigoo）
- ブルーリバーの望むところだ!（パイロット版2021年3月21日・レギュラー版6月20日 - 、TVQ九州放送） - 不定期準レギュラー
- 特別番組「キミだけ応援団」（NHK九州地域（九州各局持ち回り先行放送）、NHK総合（遅れネット））- ナレーション
  - 2021年（5月29日、9月25日、11月5日）
  - 2022年（1月29日、6月4日、7月30日、8月13日、9月3日）
  - 2023年（8月12日、9月15日）
  - 2024年（1月27日、10月11日）
- まじもん！（2022年9月 - 、RKB毎日放送） - 企画レギュラー
- 映像タイムマシーン（NHK九州地域） - MC
  - 変わりゆく“都市の風景” 九州沖縄（2023年12月2日）
  - テレビが伝えてきた九州沖縄（2025年3月14日）
- 生中継！博多祇園山笠（2024年・2025年7月15日、NHK総合）

### 映画
- みんな好いとうと♪（2016年3月公開、パイプライン / クロックワークス）- 髙木悠未 役
- 湯を沸かすほどの熱い愛（2016年10月29日、パイプライン / クロックワークス）- 学校生徒 役
- 猫の記憶（2023年1月15日公開、糸島映画製作所） - 友情出演

### 舞台
- カタオモイ.net『灯籠』（2015年2月5日 - 8日、池袋シアターKASSAI） - ショーコ 役
- アルテメイト『神様はじめました THE MUSICAL♪2016』（2016年1月15日 - 21日、アイア2.5シアタートーキョー） - 虎徹 役
- 福岡ソフトバンクホークス×コンドルズ『FLY AGAIN』（2018年8月2日・3日、福岡市 博多座） - グループ（LinQ）出演
- エンターアーツプロモーション『こりゃもてんばい2』（2022年8月9日・10日、福岡ぽんプラザホール） - 日替わりゲスト
- トキヲイキル7周年記念公演『ライブズ アクロス タイム』（2024年10月11日、福岡ぽんプラザホール） - 日替わりゲスト 競艇場の客 役ほか

### 吹き替え
- ピクセル（2015年9月、ソニー・ピクチャーズ）

### テレビアニメ
- こわぼん 第4話（2015年10月 - 12月、KBCテレビ / テレビ神奈川）

### WEB配信・アプリ
- LinQ♥LinK（2012年9月 - 2013年10月、テレ朝動画）
- LoGiRL「しゃべらんと知らんよ」(2015年2月18日 - 2016年4月20日、テレ朝動画) - メインMC
- 個人生配信「高木のおはなし」(2016年11月 - 、LINE LIVE)
- 髙木悠未 SHOWROOM

### ラジオ
- VEROQ（2014年4月 - 2015年9月、KBCラジオ） - 月曜メインパーソナリティー
- ピザクック presents ぐるっとまあるいLinQの「わ」（2015年4月 - 2017年8月、FM FUKUOKA） - メインパーソナリティー[53]
- ピザクック presents 悠未と彩乃のLinQuestion？!（2017年9月 - 2018年3月、FM FUKUOKA） - メインパーソナリティー
- ピザクック presents 悠未とさくらのLinQuestion？!（2018年4月 - 2020年3月、FM FUKUOKA） - メインパーソナリティー
- ピザクック presents 悠未先生のロングホームルーム（2020年4月 - 、FM FUKUOKA） - メインパーソナリティー
- music×serendipity内「カワイイ女子旅ココしっと～と？」（2020年12月 - 2024年9月、LOVE FM）- 週替わり金曜パーソナリティ
- Buzz!!LinQ（2021年以降不定期出演 - 2025年8月、KBCラジオ） - パーソナリティ
- GIRLS☆PUNCH「今夜もあなたにLinQリック!」（2022年8月 - 2025年8月、RKBラジオ） - 週替わりパーソナリティ

### ミュージックビデオ
- ビーグルクルー「ONE TEAM」（2021年8月OA、ユニバーサルミュージック） - 全国高等学校・中学校ゴルフ選手権特別大会テーマソング[54]
- 髙木悠未「うっ！トロリーヌ」（2023年3月OA、花畑牧場） - ヒューマングレードペットフードテーマ曲

### CM・広告・イメージモデル
2010年代
- Cocker’s Burger イメージガール（2011年12月 - 2012年11月、コッカーズ）
- ヒューマンアカデミー（2012年7月 - 2013年6月、ヒューマンホールディングス）
- 博多とよみつひめ 応援隊（2012年8月 - 2015年7月、JA全農ふくれん）[55]
- ファミリーマート「笑顔にLinQキャンペーン」（2013年6月 - 9月、ユニー・ファミリーマートホールディングス）[56]
- レストラン＆カラオケ「コロッケ倶楽部」キャンペーンモデル（2013年8月 - 10月、株式会社ボナー）[57]
- 福岡県トラック協会CM（2013年10月 - 2014年1月、福岡県トラック協会）
- 賃貸ショップ「アルコ」イメージキャラクター & TVCM（2013年11月 - 、(株)アルコ）
- ピザクック イメージキャラクター & TVCM（2014年4月 - 2025年、イワタダイナース）
  - ピザクックヒーロー「銀河新星グレイトZ」グレイトチアーズ（2021年4月）
- ムーンスターカロリーウォーク（2014年4月、ムーンスター）
- 福祉のしごと就職フェア 2014 in FUKUOKA イメージキャラクター（2014年11月、福岡県社会福祉協議会）
- リンガーハット「推し麺バトル ちゃんぽんVS皿うどん頂上決戦」コラボキャンペーン（2015年3月 - 5月、リンガーハットジャパン）[58]
- 海の中道サンシャインプール イメージキャラクター（2015年6月 - 8月、海の中道管理センター）
- ドラマを見ようKBC CM（2016年1月OA、KBCテレビ）
- マイング博多 TVCM（2016年4月OA、博多ステーションビル）
- バイク王 TVCM（2016年4月、バイク王&カンパニー） - 九州・中国・四国地方限定[59]
- KBCオーガスタゴルフトーナメント2016 CM（2016年8月OA、KBCテレビ）
- Amino-Value「hanks ウルトラ鬼ごっこキャンペーン」(2016年11月 - 12月、大塚製薬)[60]
- ドリームラグビー福岡 応援大使（2017年5月 - 8月、福岡県ラグビーフットボール協会）[61]
- 日産・デイズルークス TVCM（2017年8月OA、日産自動車） - 福岡県エリア
- 鱈卵屋『めんツナ』広告モデル（2018年5月、Tararan-Ya）
- ガリレオコーポレーション TVCM（2018年夏OA）
- LUX「アスレジャー」九州アンバサダー（2019年3月 - 、ユニリーバ・ジャパン）
- LinQ×一幸舎 PREMIUM RAMENBOX（2019年4月、博多一幸舎）
- 篠栗町ふるさと観光大使（2019年4月 - 2024年3月更新予定、篠栗町役場）
- 福岡マラソン 2019大会公式サポーター（2019年5月 - 11月、福岡陸上競技協会）
- 神戸牛焼肉『NINJA A-5』CM（2019年、NINJA A-5）
- KAGOME「野菜生活100あまおうミックス」アンバサダー（2019年12月、KAGOME）

2020年代
- タイ観光リージョナルアンバサダー（九州地区）（2020年1月 - 、タイ国政府観光庁）
- ネッツトヨタ西日本「カワイイ女子旅ココしっと〜と？」(2020年5月 - 2024年9月、トヨタ自動車)
- 博多マルイ「ポップンでにっしゅ&VEGETOMO」(2020年11月 - 12月、丸井グループ)
- SUNQパス アンバサダー（2021年3月 - 2022年3月、SUNQパス運営委員会）
- 中間市「未来のまちづくり」アンバサダー（2021年3月 - LinQ在籍期間、中間市役所）[62]
- カムラック 3代目イメージキャラクター（2021年5月 - 、カムラックグループ）
- YOUDEALファッションブランド『Petite』イメージモデル（2021年6月 - 、(株)Shoichi）[63]
- LinQ×新天町「新天町を盛り上げるっちゃんキャンペーン!」モデル（2021年8月4日 - 30日 、新天町商店街公社 新天町商店街商業協同組合）[64]
- 焼肉賀牛 看板モデル（2021年9月、カムラックフューチャー）
- イオン九州「日清のどん兵衛×LinQ」キャンペーンモデル（2021年12月6日 - 2022年1月6日、日清食品）
- 福岡マラソン（福岡陸上競技協会）
  - 2022 大会公式アンバサダー&ゲストランナー（2022年3月 - 11月）
  - 2023 大会公式アンバサダー（2023年4月 - 11月）
  - 2024大会公式アンバサダー（2024年4月 - 11月）
- LinQ×高尾 最新機種新プロジェクト（2022年、(株)高尾）[65]
- IGNIS iO「ビタフルピューレ」PV（2022年9月OA、アルビオン）[66]
- PLEIADES「#缶 make ハッピー」 動画 & キャンペーンモデル（2023年3月OA、Greater Fukuoka）
- Charichari & LINE Fukuoka アンバサダー（2023年4月 - 11月、neuet）
- NESTPIA イメージモデル（2023年6月 - 、ネスト）
- 家族葬の飛鳥会館 TVCM（2023年7月OA、飛鳥会館）
- カラオケCLUB DAM イメージアンバサダー（2024年4月 - 2025年2月、第一興商）
- 武雄市観光PR大使（2024年9月 - LinQ在籍期間、武雄市観光協会）
- ピノTV キャンペーン恋愛ドラマ「ピノ恋」（2024年10月OA、森永乳業 / テレビ神奈川） - 藤原楓 役[67]
- DMMオンクレ（2024年12月、DMM.com）
- 日本女子ソフトボールチーム『MORI ALL WAVE KANOYA』スペシャルサポーター（2025年4月 - 、森建設/森産業グループ）[68]
- 大創産業【DAISO、Standard Products、THREEPPY】公式アンバサダー（2025年7月 - 、大創産業グループ）[69]
- 博多華味鳥アンバサダー（2025年7月 - 、トリゼンフーズ）[70]
- 宮地嶽神社秋季大祭 第52代祭王（2025年9月、宮地嶽神社）

PR（単発）
- KBCラジオ・チャリティー・ミュージックソン（2011年度以降LinQ在籍期間毎年）
- 美祢のええもん発信隊（山口県・美祢市観光協会）
- ふくおか探訪（福岡県庁）
- 美祢市『JR美祢線』（2019年5月、山口県・美祢市役所）
- 福岡市 不法投棄街頭啓発キャンペーン（2019年6月、福岡市役所）
- LinQ×BOOK OFFコラボ 一日店長PR（2019年6月 - 不定期、ブックオフコーポレーション）
- 福岡県「新型コロナウイルス医療従事者応援金」（2020年6月、福岡県庁保健医療介護総務課）
- 映画『劇場版ポケットモンスター ココ』PR（2020年12月、ピカチュウプロジェクト）[71]
- 九州深発見イベント『旅する、ゆくはし』PR（2022年4月9日、福岡大丸パサージュ広場）
- ふるさとWish『ふるさとDash』篠栗町PRCM（2022年4月25日 - 5月1日、KBC九州朝日放送）
- 嘉麻警察署 一日警察署長「年末年始特別警戒出動式」（2022年11月30日、福岡県警察）
- Nintendo Switch『Pokémon UNITE』シリーズ1億ダウンロードPR動画（2022年12月OA、株式会社ポケモン）
- 中間市『ピザクック通り』ネーミングライツPR（2023年3月7日、中間市役所）[72]
- 味の明太子ふくや『MENCHEESE めんたいこ入りチーズソース』PR動画（2023年11月OA、ふくや）
- 福岡ながラ！防犯チャレンジ（2024年2月、福岡県庁生活安全課）
- チャリティー Unicorn Project（2024年3月）
- WASHハウス「オリジナル洗濯機・乾燥機発表会」（2024年7月）
- RKBカラフルフェス「BORRA / ボラギノール」PR（2024年10月12日・13日、天藤製薬ブース）
- おむすびマルシェ 特別サポーター（2024年11月13日、HAKATA FISH PROJECT）
- ふるさと納税『ふるさとチョイス』キャンペーンPR（2024年11月21日 - 12月31日、トラストバンク）
- 2025年福岡県知事選挙メッセンジャー 啓発事業（2025年3月、福岡県選挙管理委員会 / 福岡県明るい選挙推進協議会）
- ロクいち!福岡『もっと福岡を。』PR（2025年5月、NHK福岡）
- axes femme コラボ（2025年6月、アイジーエー）

### 書籍
- 福祉の仕事・資格ガイドブック（福岡県福祉人材センター）  - 表紙
- 季刊誌 ほくそう（2019年 - 、北総鉄道） - 不定期掲載
- シティ情報ふくおか（アプライドグループ） 
  - （2022年6月号） - 冊子 行橋市
  - （2023年5月号） - 表紙
  - ほか不定期

### ファッション
- FACo福岡アジアコレクション 2016（2016年3月20日、福岡国際センター）
- 超十代 -ULTRA TEENS FES- 2023（2023年3月30日、渋谷ヒカリエホール）
- FUKUOKA COLORZ SHOW 2023（2023年8月7日、Zepp Fukuoka）
- 関西コレクション 2024 S/S（2024年3月20日、大阪ドーム）
- ブライダルドレスファッションショー（2024年7月1日、グランフェスタ博多）

### ソロ・冠公演
- 髙木悠未生誕ライブ（2018年5月26日、福岡ROOMS）
- 髙木悠未ソロライブ〜22歳まであと7時間 !〜（2019年5月6日、福岡ROOMS）
- 髙木悠未ワンマンSHOW〜3部あつあつお届け〜（2021年5月1日、福岡GRANDMIRAGE music&resort evoL）
- YOU&ME entertainment HBDLive
  - 2022年（5月7日 福岡GRANDMIRAGE music&resort evoL、5月21日 東京WALL&WALL）
  - 2023年（5月7日 東京都内、5月27日 福岡Club Canan、5月28日 キャナルシティ博多）
  - 2024年（5月18日 東京都内、5月25日 福岡）
  - 2025年（5月10日 福岡GALA resort中洲、7月31日 東京AKIBAカルチャーズ劇場）
- 髙木悠未卒業ツアー YOU〜END〜ME（2025年6月14日 - 8月9日、大阪・愛知・神奈川・福岡）
- 28たかあらき28 〜Special Live&After party〜（2025年7月21日、福岡ONE DROP）
- 髙木悠未presents この5人が秋葉原で何ができるか公演リターンズ（2025年7月29日・30日、東京AKIBAカルチャーズ劇場）

### イベント
（個人名義のみ） 
- 第53回 篠栗町文化祭（2024年10月26日、クリエイト篠栗） - 司会
- 第4回 BDSバイクセンサー 秋の祭典（2024年11月16日、BDS柏の杜）[73]